# Communauté de communes du Pays d'Avesnes
La Communauté de communes du Pays d'Avesnes  est une ancienne communauté de communes française, située dans le département du Nord et la région Nord-Pas-de-Calais, arrondissement d'Avesnes-sur-Helpe.
L'ensemble de ses communes font désormais partie de la Communauté de communes du Cœur de l’Avesnois.

## Composition
La communauté de communes du Pays d'Avesnes regroupe 16 communes.
(Données du mandat mars 2001 à mars 2008)
| Code INSEE | Commune              | Maire                | Population  | Superficie | Délégués |
| ---------- | -------------------- | -------------------- | ----------- | ---------- | -------- |
| 59035      | Avesnelles           | Jean-Claude Breucq   | 2 572 hab.  | 1 271 ha   | nc       |
| 59036      | Avesnes-sur-Helpe    | Alain Poyart         | 5 003 hab.  | 224 ha     | nc       |
| 59050      | Bas-Lieu             | Ghislain François    | 366 hab.    | 762 ha     | nc       |
| 59093      | Boulogne-sur-Helpe   | Bernard Duflos       | 317 hab.    | 870 ha     | nc       |
| 59181      | Dourlers             | Fabrice Piotrowski   | 568 hab.    | 874 ha     | nc       |
| 59218      | Étrœungt             | Jean-Jacques Anceau  | 1 396 hab.  | 2 510 ha   | nc       |
| 59226      | Felleries            | Pascal Lambret       | 1 387 hab.  | 1 949 ha   | nc       |
| 59233      | Flaumont-Waudrechies | Jean-Marie Vin       | 353 hab.    | 570 ha     | nc       |
| 59240      | Floursies            | Alain Deltour        | 129 hab.    | 465 ha     | nc       |
| 59290      | Haut-Lieu            | Bernard Cabaret      | 540 hab.    | 907 ha     | nc       |
| 59333      | Larouillies          | Bernard Herbert      | 276 hab.    | 540 ha     | nc       |
| 59490      | Rainsars             | Colette Watremez     | 220 hab.    | 616 ha     | nc       |
| 59493      | Ramousies            | Ruffin De Groote     | 245 hab.    | 960 ha     | nc       |
| 59525      | Sains-du-Nord        | Christine Basquin    | 3 152 hab.  | 1 603 ha   | nc       |
| 59562      | Sémeries             | Jean-Luc Defroidmont | 540 hab.    | 1 346 ha   | nc       |
| 59563      | Semousies            | Gérard Honoré        | 224 hab.    | 308 ha     | nc       |
| Totaux     | 16 communes          | 16 communes          | 17 284 hab. | 15 775 ha  | 36       |

## Compétences
- Compétences obligatoires

Aménagement de l'espace communautaire
Développement économique
- Compétences optionnelles

Protection et mise en valeur de l'environnement
Politique du logement
- Compétences facultatives

Insertion des personnes en difficulté
Gestion des animaux divagants

## Historique
La communauté de communes du Pays d'Avesnes est créée le 22 décembre 1992.
Le 1er janvier 2012, la Communauté de communes du Pays d'Avesnes fusionne avec la Communauté de communes rurales des Deux Helpes et la Communauté de communes des vallées de la Solre, de la Thure et de l'Helpe pour former la Communauté de communes du Cœur de l’Avesnois composée de 44 communes.

## Démographie

### Pyramide des âges
Comparaison des pyramides des âges de la Communauté de communes du Pays d'Avesnes et du département du Nord en 2006
| Hommes | Classe d’âge   | Femmes |
| ------ | -------------- | ------ |
| 0,3    | 90 ans et plus | 1,2    |
| 5,3    | 75 à 89 ans    | 9,8    |
| 12,2   | 60 à 74 ans    | 14,2   |
| 21     | 45 à 59 ans    | 19,7   |
| 20,7   | 30 à 44 ans    | 19     |
| 19,4   | 15 à 29 ans    | 18,4   |
| 21,2   | 0 à 14 ans     | 17,8   |

| Hommes | Classe d’âge   | Femmes |
| ------ | -------------- | ------ |
| 0,2    | 90 ans et plus | 0,8    |
| 4,3    | 75 à 89 ans    | 7,9    |
| 10,3   | 60 à 74 ans    | 11,9   |
| 19,7   | 45 à 59 ans    | 19,4   |
| 21,1   | 30 à 44 ans    | 20,1   |
| 22,6   | 15 à 29 ans    | 21     |
| 21,6   | 0 à 14 ans     | 19     |

## Présidents
| Période | Période | Identité     | Étiquette          | Qualité |
| ------- | ------- | ------------ | ------------------ | --- |
| 1992    | 1995    | André Becel  |                    | Maire de Sains-du-Nord de 1989 à 1995                                                                                      |
| 1995    | 2012    | Alain Poyart | Union pour le Nord | Maire d'Avesnes-sur-Helpe depuis 1995, Conseiller général du Canton d'Avesnes-sur-Helpe-Nord, Ancien député de 1993 à 1997 |